# 2742 Ґібсон
2742 Ґібсон (2742 Gibson) — астероїд головного поясу, відкритий 6 травня 1981 року.
Тіссеранів параметр щодо Юпітера — 3,278.